# 4372 Quincy
4372 Quincy је астероид главног астероидног појаса чија средња удаљеност од Сунца износи 2,929 астрономских јединица (АЈ).
Апсолутна магнитуда астероида је 13,0.